# 新米哈伊洛夫斯基
新米哈伊洛夫斯基（羅馬化：Novomikhaylovskiy）是俄罗斯克拉斯诺达尔边疆区的市级镇，属图阿普谢区，位于涅切普苏霍河（Нечепсухо）河口处，西临黑海，地处克拉斯诺达尔边疆区南部，在区行政中心图阿普谢西北、边疆区首府克拉斯诺达尔南偏西方，西北有同属一区的市级镇朱布加。A147公路经过该地。
该地2021年人口有10,850人；2010年人口10,213；2002年人口10,238；1989年人口10,251。